# Gare de Calonne-Ricouart
Gare de Calonne-Ricouart vasútállomás Franciaországban, Calonne-Ricouart településen.

## Vasútvonalak
Az állomást az alábbi vasútvonalak érintik:
- Fives-Abbeville-vasútvonal

## Kapcsolódó állomások
A vasútállomáshoz az alábbi állomások vannak a legközelebb:
- Gare de Vis-à-Marles
- Gare de Pernes - Camblain